# San Salvador de Jujuy
San Salvador de Jujuy és la capital de la província de Jujuy a l'Argentina. Es troba assentada entre els rius Grande i Xibi-Xibi, a 1.259 metres sobre el nivell de la mar. La seua singular topografia i paisatges li van valer la metafòrica denominació de "Tacita de Plata".

## La ciutat
Al voltant de la plaça Belgrano s'hi troba l'església Catedral (construïda entre els anys 1761-1765), l'edifici de l'Antic Ajuntament (hui seu de la Policia Provincial), i la Casa de Govern (1907-1921). Des de les balconades de l'edifici de l'Antic Ajuntament, l'any 1812, el General Manuel Belgrano presentà la Bandera Nacional al poble i a l'exèrcit reunits en la plaça. La bandera, que després va ser beneïda pel Canonge Gorriti en la Catedral, va ser donada al poble de Jujuy i es conserva hui en el Saló de la Bandera, ubicat en la Casa de Govern.
Els seus edificis moderns s'alternen amb altres d'estil colonial. Compta amb una moderna infraestructura hostalera, amb confortables hotels, restaurants, confiteries. El seu centre comercial és molt actiu i permet l'adquisició de filats de llama i merino, així com nombrosos articles regionals, especialment en les botigues dels carrers Belgrano, Alvear, Lavalle o Necochea.

## Festes
En les Festes de Nadal són típics els pessebres, cants de nadales, l'antiga Dansa de les cintes que realitzen grups de xiquets, totes expressions de viva significació i colorit. També tenen una brillantor singular els carnestoltes i la Festa Nacional dels Estudiants al setembre, que coincidix amb l'inici de la primavera. El 18 d'agost s'inicia la semana de l'èxode, evocació del fet ocorregut durant la guerra de la Independència, quan el poble de Jujuy acompanyà en la seua retirada al General Belgrano deixant només terra arrasada als enemics, el 23 d'agost de 1812.

## Clima

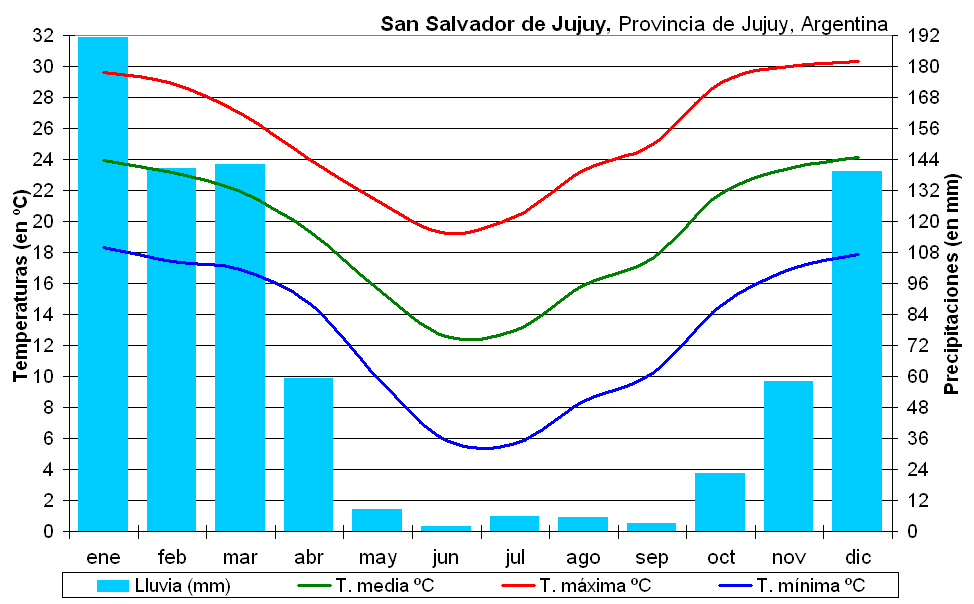
Climograma de San Salvador de Jujuy

El clima de San Salvador de Jujuy és temperat i suau, amb una temperatura mitjana de 19,4 °C, una oscil·lació anual escassa, de tan sols 11 °C i unes precipitacions anuals de 777,7 mm. Els estius són càlids, però sense atènyer temperatures extremes, i molt plujosos, concentrant el 75% de les precipitacions anuals. Els hiverns són secs i suaus, tot i que les temperatures mínimes poden ser fredes.

## Principals barris
Centre Vell(o Casc Historic)	 Luján
Belgrano	 San Cayetano
San Martín	 19 de Abril
17 de Agosto	 23 de Agosto
Almirante Brown	 Alto Comedero
Alberdi	 Alto Gorriti
Alto La Viña	 Bajo La Viña
Gorriti	 Campo Verde
Santa Rosa	 Barrio Constitución
1° de Marzo	 Chijra
Ciudad de Nieva	 Coronel Arias
Cuyaya	 San Francisco
El Chingo	 Huaico
Norte	 Los Perales
Malvinas	 Marcelino Vargas
Mariano Moreno	 Punta Diamante
San Francisco de Álava	 San Pedrito del Portal
San Pedrito	 Villa Jardín de Reyes
Sargento Cabral	 Exodo Jujeño
18 de Noviembre Santa Rita

## Història

### Primera Fundació
En el lloc on actualment s'hi troba el barri de Ciudad de Nieva, en les planes altes sobre el riu Xibi-Xibi, el 20 d'agost de 1561, per disposició de Perez de Zurita, llavors governador de Tucumán, i amb el ritual de costum fou fundada per Gregorio de Castañeda la primera ciutat en territori de Jujuy, anomenada Nieva, en homenatge al virrei del Perú, comte de Nieva. El petit llogaret va subsistir en precàries condicions fins a l'any 1564, data en la qual el cacic Juan Calchaqui i un grup d'indígenes es rebel·laren contra els conquistadors, calaren foc i enderrocaren el petit llogaret.

### Segona Fundació
Una ciutat en l'entrada de la trencada d'Humahuaca (Quebrada d'Humahuaca) era de summa importància, atesa la necessitat de sotmetre els omaguacas en passar pel territori les rutes procedents del Perú, i les que s'obrien fins a la regió del Sud unint-se a l'Atlàntic
Per això el 13 d'octubre de 1575, Pedro de Zarate fundà, en la zona anomenada Punta de Diamante, per la unio dels rius que franquegen la ciutat (el Gran i el Xibi Xibi), la ciutat de "San Francisco en la Nova Província de Álava", on actualment se troba el cementeri del Salvador. La ciutat només va tenir un any d'existència, sent també enderrocada per les hordes salvatges.

### Tercera Fundació
El comerç en l'Alt Perú s'hi havia ressentit i el Rei d'Espanya va ordenar una nova fundació. Juan Ramirez de Velasco designà al capità Francisco de Argañaras i Murguía la tasca de fundació.
El 19 d'abril de 1593, en el lloc a on està situada actualment la plaça Belgrano, sent dilluns de Pasqua de Resurrecció i sota la invocació del Salvador, Argañaras deixà establerta la fundació de San Salvador de Velasco en la vall de Jujuy, on quedà definitivament assentada.